# Alpaida schneblei
Alpaida schneblei là một loài nhện trong họ Araneidae.
Loài này thuộc chi Alpaida. Alpaida schneblei được Herbert Walter Levi miêu tả năm 1988.